# Cwichelm
Cwichelm († asi 636) je zpravidla počítán mezi anglosaské krále Wessexu (asi od roku 626) Přestože jeho existence je nezpochybnitelná, jeho původ, linie nástupnictví a jeho vztah k současně panujícímu králi Cynegilsovi je nejasný. Někteří historici předpokládají, že Cwichelm byl Cynegilsovým synem.

## Králem ve Wessexu
Cwichelm je poprvé zmíněn v Anglosaské kronice v zápisu k roku 614, že „Toho roku Cynegils a Cwichelm bojovali u Beandunu a zabili dva tisíce čtyřicet šest Velšanů.“ Pro Západní Sasy to bylo výrazné vítězství. Podobně píše Beda Ctihodný, že nezdařený pokus zavraždit northumbrijského krále Edwina v roce 626 nařídil Cwichelm, král Západních Sasů, a nezmiňuje krále Cynegilse.
Zápis v Anglosaské kronice k roku 627 (opraven na rok 626) uvádí, že jistý Éomer byl poslán "Cwichelmem, králem Západních Sasů, aby probodnul krále Eadwina". Zápis pokračuje textem říkajícím, že Éomer probodl Edwinova théna jménem Lilla a ještě dalšího muže, jistého Forthera, ale krále jen zranil. Spiknutí s cílem zabít northumbrijského krále selhalo a v následujícím roce Eadwine (Edwin) poslal armádu potrestat Wessex.
Beda Ctihodný vypráví tyto události jako součást příběhu o pokřtění Northumbrie. Cwichelm, kterého Beda Ctihodný nazývá králem Západních Sasů, poslal k Edwinovu dvoru vraha Éomera. Éomer uprostřed přednášení předstíraného poselství od svého pána vyskočil, vytasil svůj otrávený meč a vrhl se na krále. Thén jménem Lilla se mu postavil do cesty. Úder mečem byl tak mohutný, že na místě Lillu usmrtil a za ním stojícího krále Edwina zranil. Než další Edwinovi thénové Éomera zabili, stihl ještě jednoho dvořana jménem Forthere vzít s sebou.

Když se král Edwin zotavil ze svého zranění, shromáždil armádu a vytáhl proti Západním Sasům. Bylo to vítězné tažení, během něhož zabil nebo přinutil vzdát se všechny ty, o nichž zjistil, že plánovali jeho smrt. (Anglosaská kronika uvádí, že Edwin vtrhl s armádou do Wessexu a zničil tam pět králů a mnoho jiných lidí zabil. Nemůžeme říci, kdo bylo těchto pět králů: ale Cynegils a Cwichelm rozhodně přežili.)

Osídlení Británie kolem roku 600

V roce 628 bojovali Cynegils a Cwichelm s mercijským králem Pendou u Cirencesteru. Dalo by se očekávat, že Anglosaská kronika by měla hlásit vítězství, což však není tento případ, takže Penda byl zřejmě vítězem, neboť došlo k „dohodě“. „Dohoda“ zřejmě spočívala ve vydání města Cirencesteru Pendovi. Takže to pro Cynegilse a Cwichelma byla porážka a trvalá ztráta Cirencesteru.
V té době se zdají být Cynegils a Cwichelm poddanými northumbrijského krále Edwina, platícími obrovskou daň sto tisíc popluží, pokud je správné pojetí Nicka Highama původu seznamu Tribal Hidage.
Poslední zmínka o Cwichelmovi je v Anglosaské kronice k roku 636: „Toho roku byl král Cwichelm pokřtěn v Dorchesteru a zemřel téhož roku.” Současně byl pokřtěn biskupem Birinem také král Cynegils, přičemž northumbrijský král Oswald byl jeho kmotrem. Úplně poslední záznam o Cwichelmovi v Anglosaské kronice k roku 648 uvádí: „Toho roku dal Cenwalh svému příbuznému Cuthredovi tři tisíce popluží půdy u Ashdownu. Cuthred byl synem Cwichelma, Cwichelm Cynegilse.“ Cuthred mohl být vazalským králem pod Cynegilsem a Cenwalhem.
Vztah Cwichelma ke Cynegilsovi a otázka, zda král Cwichelm byl Cynegilsovým synem, je sporná. V zápisu Anglosaské kroniky k roku 648 původně týkajícího se Cuthreda, syn Cwichelma, syn Cynegilse, je možná překvapivé použití latinského termínu propinquus (člen rodiny, příbuzný), a nikoliv termínu nepos (vnuk, synovec). Současná britská historička Barbara Yorke připouští, že existoval jediný Cwichelm, a že byl Cynegilsovým synem. Jiny britský historik, D. P. Kirby, poznamenává, že důkazy jsou slabé, zmatené a vykazují známky pozdějších změn v tomto zápisu.
Cwichelm, který vládl buď jako Cynegilsův spolukrál, nebo jako jeho vazalský král, tedy zemřel asi roku 636. Zda je však král Cwichelm z roku 614 stejná osoba jako stejnojmenný král z druhé poloviny 20. let 7. století a zda tato osoba je totožná s tím Cwichelmem, který byl pokřtěn a zemřel asi roku 636, je předmětem sporu.

## Cuthred
Cwichelm měl mít syna jménem Cuthred († 685), který měl být králem ve Wessexu.
Když byl král Cenwalh vyhoštěn z Wessexu, od 645 do 648, není nikde zaznamenáno, kdo vládl Wessexu v jeho nepřítomnosti. Ale zdá se, že záznam v Anglosaské kronice k roku 648 naznačuje, že to mohl být právě Cuthred, Cwichelmův syn. Král Cenwalh dal Cuthredovi tři tisíce popluží půdy (zhruba 775–1150 čtverečních kilometrů) u Ashdownu v současném hrabství Berkshire. To může být většina, pokud ne celé, hrabství Berkshire. To bylo mnohem větší než panství, které král kdy dal členu své rodiny.